# Фадеев, Герман Андреевич
Герман Андреевич Фадеев  (12 июля 1923 года — 7 июня 2011 года) — машинист-аппаратчик Уральского электрохимического комбината. Герой Социалистического Труда (1966).

## Биография
Родился 12 июля 1923 года в городе Переславле-Залесском Владимирской губернии. В 1939 году окончил 7 классов местной школы. В 1940—1941 годы работал машинистом холодильных установок на фабрике киноплёнки № 5 в городе Переславле-Залесском.
2 ноября 1941 года ушёл добровольцем на фронт. Прошел обучение военному делу в 107-м запасном стрелковом полку. С февраля 1942 года — курсант, потом командир орудия 1-го отделения запасного учебного полка. В 1943 году направлен на фронт командиром орудия 39-го отделения дивизии бронепоездов.
С 1943 по май 1945 года воевал командиром орудия на 1-м Белорусском фронте. День Победы встретил в Польше. После войны 2 года работал в отделе контрразведки командиром комендантского взвода. В 1947 году вернулся в Переславль-Залесский.
После демобилизации, с октября 1947 года, работал на фабрике киноплёнки № 5 в цехе 14 города Переславля-Залесского Ярославской области.
В 1948 году, как один из лучших работников фабрики, по путевке Ярославского обкома КПСС направлен на работу машинистом-аппаратчиком Уральского электрохимического комбината (п/я 3/8) Министерства Среднего машиностроения СССР. На предприятии, занимающимся добычей и переработкой урана, производством ядерного топлива, Герман Андреевич Фадеев принимал участие в пуске новых цехов, осваивал выпуск новой продукции.
За добросовестный и самоотверженный труд на комбинате Указом Президиума Верховного Совета СССР от 29 июля 1966 года за выдающиеся заслуги в выполнении планов 1959—1965 годов и создании новой техники Г. А. Фадееву было присвоено звание Героя Социалистического Труда с вручением ордена Ленина и золотой медали «Серп и Молот».
Работал на Уральском электрохимическом комбинате до 1973 года, а в настоящее время его дело продолжают его дети — дочь Елена и сын Владимир.

## Награды и звания
- Герой Социалистического Труда (1966)
- Орден Ленина (1966)
- Медаль «За победу над Германией в Великой Отечественной войне 1941-1945 гг.»
- Медаль «За трудовое отличие»
- Медаль «За трудовую доблесть»
- Юбилейные медали
- Почетный гражданин города Новоуральска (1974) — «За доблестный созидательный труд, оказавший большое влияние на успешное развитие производства и строительство города».
- «Ударник коммунистического труда», «Отличник социалистического соревнования РСФСР»